# Banyutus acutus
Banyutus acutus is een insect uit de familie van de mierenleeuwen (Myrmeleontidae), die tot de orde netvleugeligen (Neuroptera) behoort. 
Banyutus acutus is voor het eerst wetenschappelijk beschreven door Navás in 1912.